# Hszü Fu
Hszü Fu (Xu Fu) (kínaiul: 徐福 vagy 徐巿; adott neve: Csün-fang (Junfang) 君房; Csi (Qi) 齊 állam, i. e. 250 – ?) udvari orvosként és mágusként szolgált a Csin (Qin) udvarban. Kína első császára, Csin Si Huang-ti (Qin Shi Huangdi) két ízben küldte tengeri expedícióra, hogy felkutassa számára az örök élet elixírjét. A Keleti Tengeren tett két utazására i. e. 219 és i. e. 210 között került sor, de a második útról sohasem tért vissza. Egyes, későbbi történeti források tudni vélik, hogy hajóival elérte a mai Japánt, és feltehetően ott is halt meg. Kultusza Japánban is ismert.

## Útjai

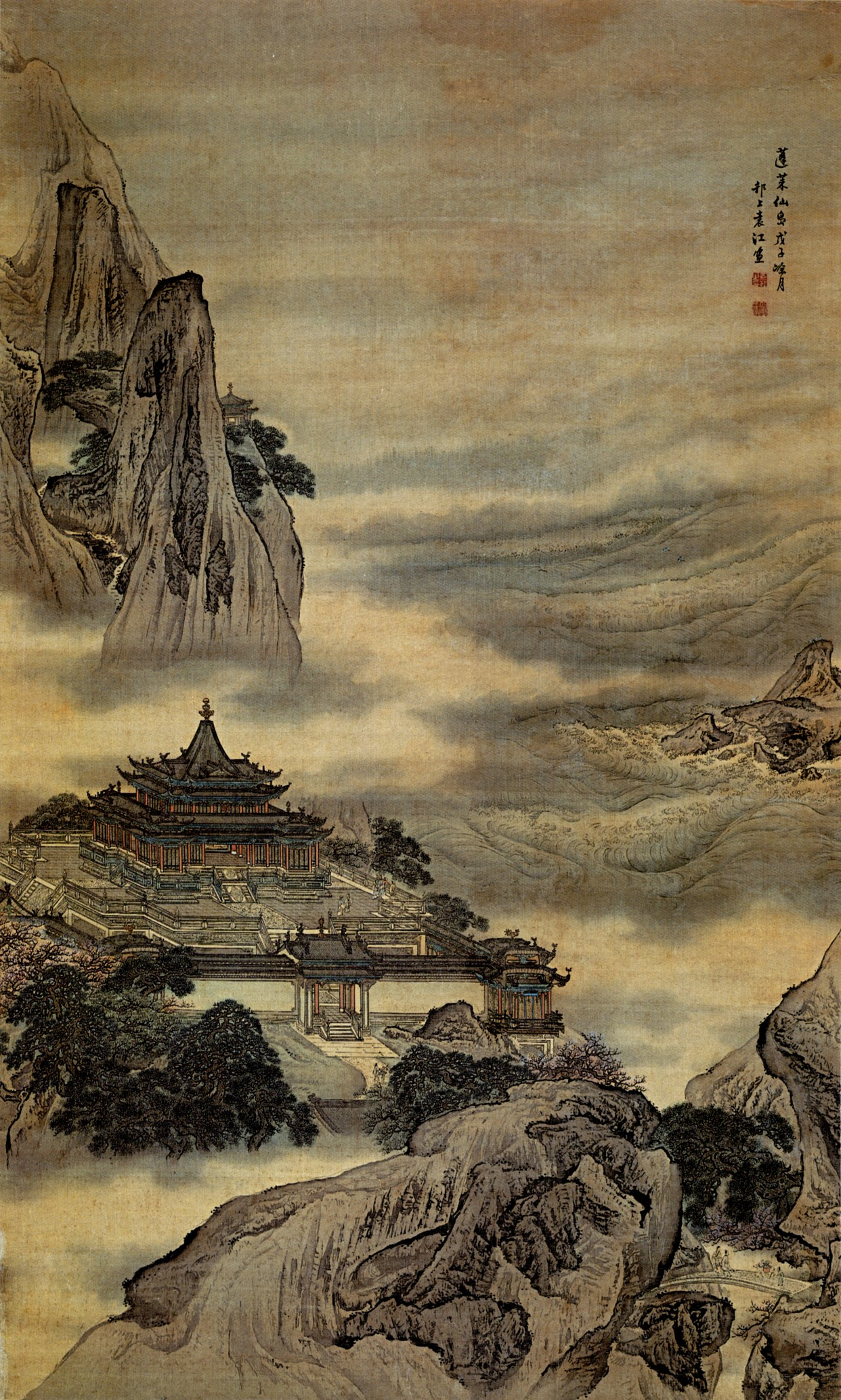
A legendabeli Penglaj (Penglai)-hegy, ahol a halhatatlanok élnek.

Hszü Fu (Xu Fu) életének részleteiről alig árulnak el valamit a kínai krónikák. Személyével kapcsolatban csak útjai kapcsán tesznek említést. Elsőként alighanem a nagy történetíró, Sze-ma Csien (Sima Qian) tudósít róla művében, A történetíró feljegyzéseiben. Alakja az Első Császár életét és uralkodását bemutató 6., valamint a Huajnan (Huainan) és Hengsan (Hengshan) királyainak életrajzát (Huajnan Hengshan lie-csuan (Huainan Hengshan liezhuan) 淮南衡山列傳) tartalmazó 118. fejezetekben bukkan fel. Innen tudható, hogy Kínát a történelem során először egyesítő Csin Si Huang-ti (Qin Shi Huangdi) olyannyira rettegett a haláltól, hogy már-már megszállottan kereste a halhatatlanság varázsszerét, az örök élet csodás elixírjét (csi-jao (jiyao) 奇藥 vagy sen-jao (shenyao) 神藥). Ezzel kapcsolatban egy Lu mester (Lu seng (Lu sheng) 盧生) nevű mágusával konzultált, aki mesélt neki a három csodálatos hegyről (szigetről), Penglaj (Penglai)ról 蓬萊, Fangcsang (Fangzhang)ról 方丈 és Jingcsou (Yingzhou)ról 瀛洲, a halhatatlanok (hszien-zsen (xianren) 僊人) lakhelyeiről, ahol megtalálható az örök élet varázsszere.

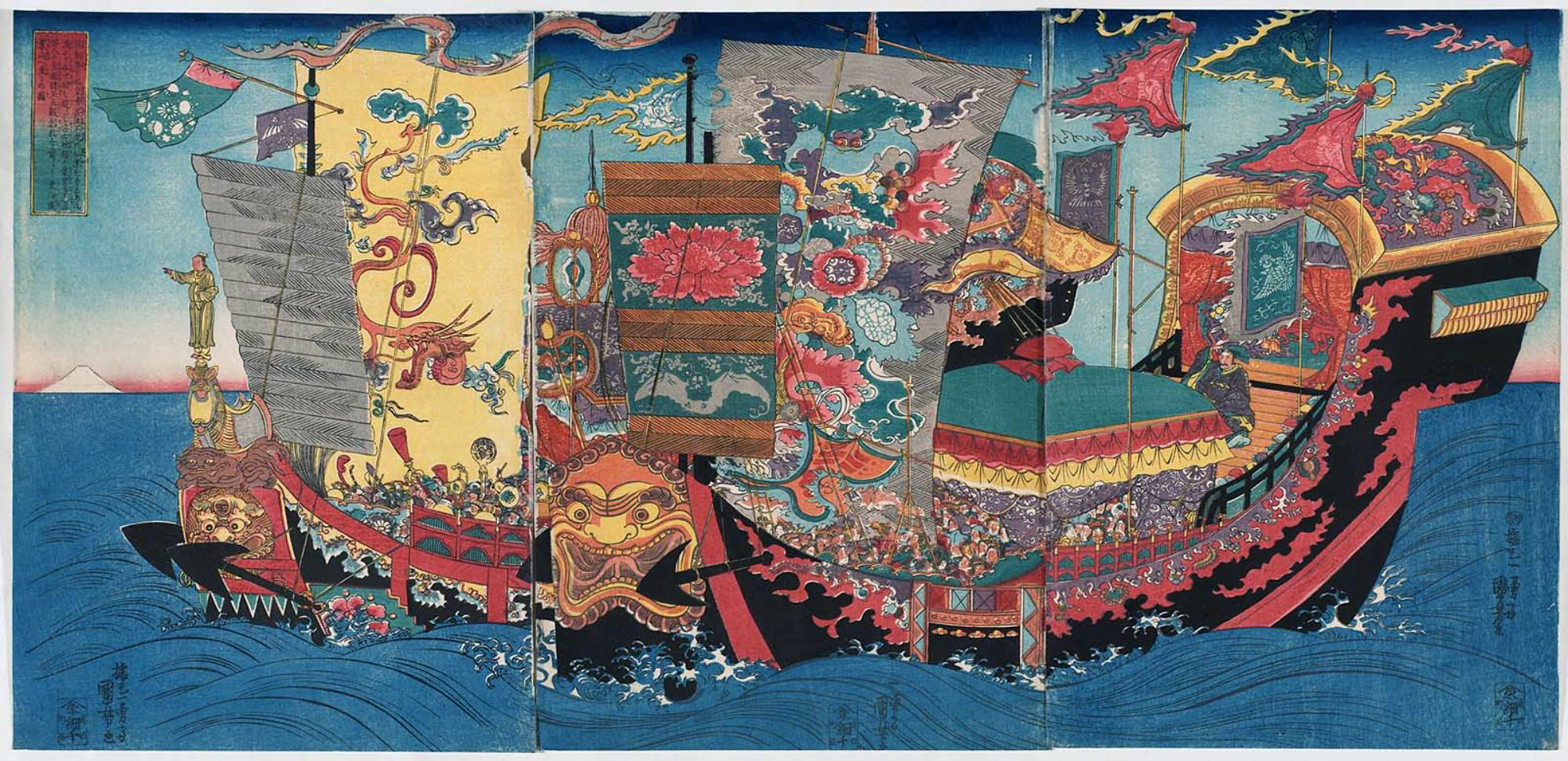
Hszü Fu (Xu Fu) tengeri expedíciójának ábrázolása Utagava Kunijosi japán festőművész festményén (1839-1841).

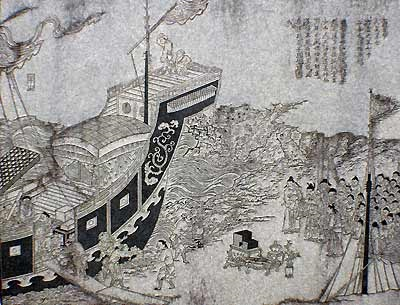
Hszü Fu (Xu Fu) tengeri átkelésének ábrázolása egy régi japán fametszeten (徐福渡来の画).

A császár késlekedés nélkül megbízta udvari mágusát (fang-si (fangshi) 方士), Hszü Fu (Xu Fu)t, hogy több ezer fiatal lánnyal és fiúval hajókkal induljanak a keleti tengerre, felkutatni a csodás szigeteket, és megszerezni a halhatatlanságát biztosító varázsszert. Mindez, a császárként történő uralkodása 3. évében, vagyis i. e. 219-ben történt. Hszü Fu (Xu Fu) csak jó néhány év múlva tért vissza üres kézzel. A császári audiencián beszámolt arról, hogy egy idő után a továbbhaladásukat „óriás szörny hal” (ta-csiao-jü (dajiaoyu) 大鮫魚) akadályozta. Kérte az uralkodót, hogy bocsásson a rendelkezésére biztoskezű íjászokat, hogy azok segítségével megismételhesse az expedíciót. Éjjel a császár álmában az emberi arcú tenger istenével (haj-sen (haishen) 海神) harcolt. Másnap az udvari álomfejtő közölte vele, hogy az álom jelentése az, hogy a gonosz isten legyőzhető. A császár ezen felbuzdulva, költséget nem kímélve felállíttatta az újabb expedíciót, amelyen ezúttal ismétlő számszeríjakkal felszerelt katonák is részt vettek azzal a paranccsal, hogy végezzenek a tengeri szörnnyel. Az i. e. 210-ben útnak indult második tengeri expedíciót ezúttal is Hszü Fu (Xu Fu) vezette. A nagy történetíró, az expedíció indulását követően alig több mint száz évvel úgy tudta, hogy a flotta Langja (Langya) 瑯邪 (egykori körzet a mai Santung (Shandong) és Csiangszu (Jiangsu) tartományok határán) érintésével észak felé indult, majd elérte a Santung (Shandong)-félsziget legkeletibb csücskén található Csengsan (Chengshan)t 成山, és többé nem látták. A császár ezt követően pár hónappal, még ebben az esztendőben, szeptember 10-én elhunyt, amikor is saját maga, személyesen kereste az örök élet elixírjét a keleti tengerparton.
A történetíró feljegyzéseinek 108. fejezetében némi eltérés található. Az itt olvasható történetben egy „isteni különleges lény” (sen-ji-vu (shenyiwu) 神異物) szerepel az „óriás szörny hal” helyett, az örök élet elixírjét pedig a gyakoribb sou-jao (shouyao) 壽藥 néven említi a szerző. Érdekes eltérés, hogy ebben a változatban Hszü Fu (Xu Fu) az első tengeri útja alkalmával megtalálta a halhatatlanok szigetét. Visszatérve beszámol a császárnak arról, hogy a tenger közepén találkozott a nagy tengeristennel (haj-sen (haishen) 海神). A tengeristen töviről hegyire kikérdezte Hszü Fu (Xu Fu)t, majd közölte vele, hogy láthatja ugyan a hőn áhított csodás növényt, de el nem viheti. Ezt követően, az istennel együtt délkelet felé vették az útjukat, és elérkeztek Penglaj (Penglai) szigetére. Hszü Fu (Xu Fu) megpillantotta a szigeten álló Cse-cseng (Zhicheng) palotát (Cse-cseng kung (Zhicheng gong) 芝成宮), melynek kapuja előtt bronzszínű és sárkányformájú lények őrködtek, akik fénysugaraikkal beragyogták az eget. A palotában Hszü Fu (Xu Fu) alázatosan esdekelt a tengeristennek, hogy elvihesse a csodaszert a császárnak, de a tengeristen cserébe azt kérte, hogy előbb hozzon neki nemes ifjakat, szűz leányokat és mesterembereket. A császár Hszü Fu (Xu Fu) beszámolója hallatán a második expedícióra már háromezer fiatal férfit és leányt küldött, mindenféle mesteremberrel együtt, akik élelemmel alaposan felpakolva indultak útnak. A hajók állítólag eljutottak valamiféle „lapos síkságra és széles mocsaras” (ping jüan kuang cö (ping yuan guang ze) 平原廣澤) vidékre, ahol Hszü Fu (Xu Fu) kinevezte magát királynak, és soha többé nem tértek vissza.
Későbbi források, mint például A három királyság regényes története (Szan kuo cse (San guo zhi) 《三國志》) és a Kései Han-dinasztia hivatalos történeti műve, a Hou Han su (Hou Han shu) tudni véli, hogy Hszü Fu (Xu Fu) expedíciója végén egy bizonyos Tancsou (Danzhou)nál 亶州 kötött ki, ilyen nevű helység azonban más forrásokból nem ismert, így csak találgatni lehet, hogy a források szerzői miféle helyre gondoltak, és hogy egyáltalán honnan származtak az értesüléseik.

## Legendája
Az eltűnt expedíció története már régóta találgatásokra ad okot. Kínában már a 10. században megjelent az a felvetés, hogy Hszü Fu (Xu Fu) Japánban ért partot. A Szung (Song)-kor kiváló irodalmára és művésze Ou-jang Hsziu (Ouyang Xiu) (1007-1072) a Dal a japán kardról (Zsipen tao kö (Riben dao ge) 日本刀歌) című költeményében már tényként hivatkozik arra, hogy Hszü Fu (Xu Fu) eljutott Japánba, hajóin azokkal a könyvekkel, amelyeket kimenekített az országból. amikor a zsarnok uralkodó elrendelte a nagy könyvégetést.
Japán forrásban először 1339-ben esik szó Hszü Fu (Xu Fu) tengeri átkeléséről, a Dzsin nó sótóki 《神皇正統記》 című műben, bár arról, hogy a Csin (Qin)-dinasztia kapcsolatban állt a japán szigetekkel már a 8. századi művekben is tesznek említést.
Manapság mind Kínában, mind Japánban igen népszerű elmélet, hogy Hszü Fu (Xu Fu) ténylegesen eljutott a japán szigetekre, ahol ekkoriban a kb. i. e. 14 000-ben kezdődött Dzsómon-kor őslakóival találkozhatott. A csiszoltkő-korszaki kultúrával rendelkező bennszülöttekre nyilvánvalóan hatással volt a fejlett, a fémeszközöket ismerő kínaiak megjelenése, akik között számos mesterember is akadt. Az elmélet egyik bizonyítékaként azt szokták felhozni, hogy a több mint tízezer éven át létezett, a japánok közvetlen elődeinek tekintett Dzsómon-kori őskultúra, valamikor i. e. 300 körül érhetett véget, és ekkor vette kezdetét a Jajoi-kor kor, amely kb. i. sz. 300-ig tartott, és már ismerték a bronzöntést és a vaskészítés technológiáját. Sőt olyan hipotézis is született, amely szerint Hszü Fu (Xu Fu) expedíciója végül valahol Amerika partjainál vetett horgonyt.
Azt is valószínűsítik, hogy a korai japán mitológiában szereplő földművelés, gyógyszer- és selyemkészítés stb. isteninek alakját Hszü Fu (Xu Fu), illetve társai inspirálhatták. Sőt, a kínai történész, Vej Ting-sheng (Wei Tingsheng) 衛挺生 (1890-1977) az eredetileg 1953-ban, kínaiul megjelent, majd az 1977-es japán kiadást követően Japánban is népszerűvé vált könyvében nem kevesebbet állít, minthogy Dzsinmu-tennó 神武天皇, Japán mitikus uralkodója, az „isteni harcos”, akinek a trónra lépésétől (i. e. 660) számítják a japán állam megalapítását valójában Hszü Fu (Xu Fu) volt.

## Emléke

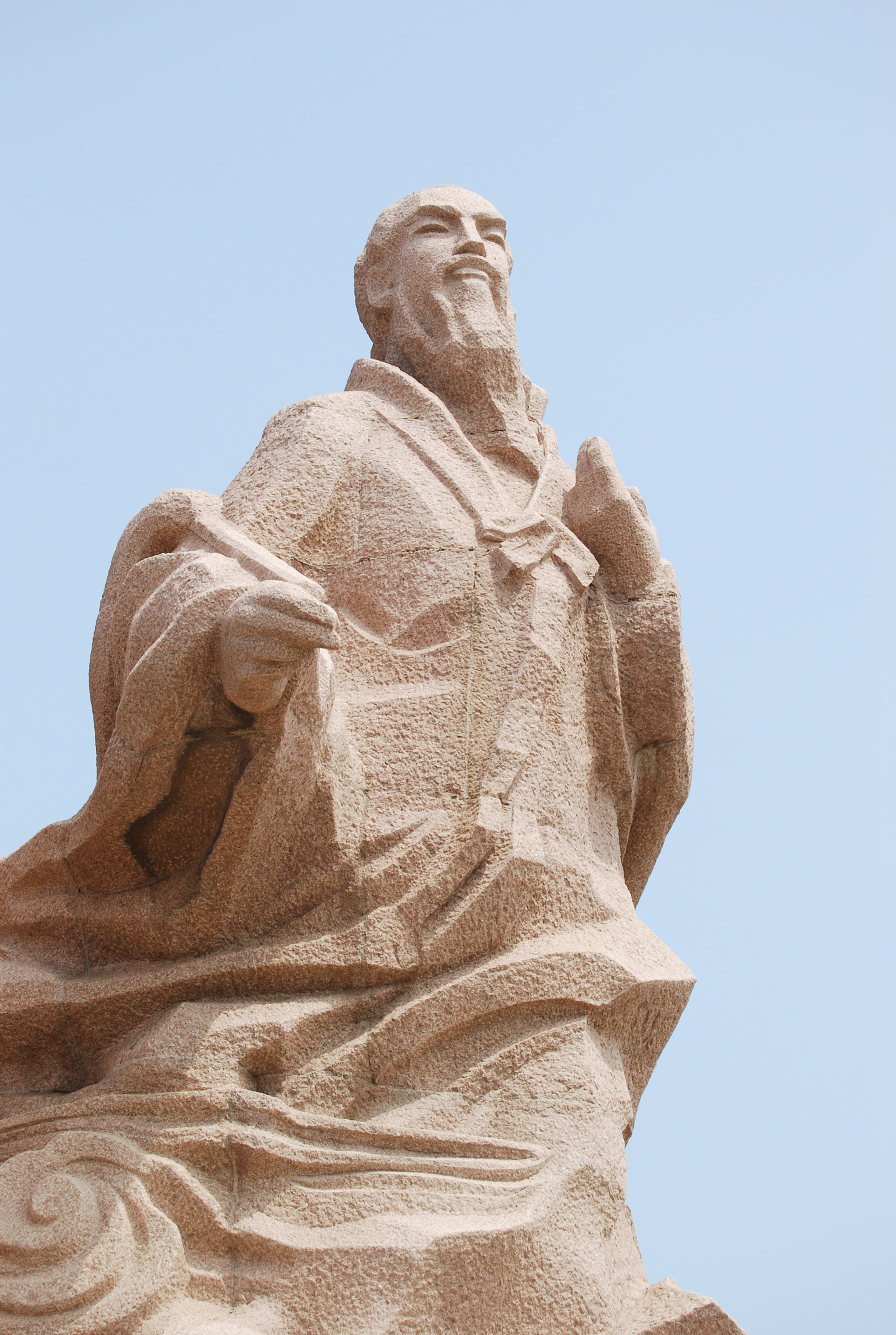
Hszü Fu (Xu Fu) szobra Vejhaj (Weihai)ban (Santung (Shandong), Kína).

- A Hszü Fu (Xu Fu) tiszteletére, 1988-ban állított templom és templomkert a Csiangszu (Jiangsu) tartománybeli Lienjünkang (Lianyungang) 連雲港 várostól 50 km-re északra található.[12]
- Tokugava Jorinobu (1602–1671) 徳川 頼宣 daimjó a Vakajama 和歌山 prefektúrában található Singú 新宮 városában megépíttette Hszü Fu (Xu Fu) (Dzsofuku) sírját, amely ma a Dzsofuku-parkban látogatható turisztikai látványosság.[13]
- A Hszü Fu (Xu Fu) 徐福 név japán olvasata: Dzsofuku, amely régóta családnévként is használatos Japánban, az eredetét pedig Hszü Fu (Xu Fu)ra vezetik vissza.
- Darvasi László A lojangi kutyavadászok című elbeszélésgyűjteményének „Az örök élet titka” című darabjában ekként idézi meg Hszü Fu (Xu Fu) alakját:

„Hszü fu ritkán szóló, sebhelyes arcú tengerész volt, ő fogta a legtöbb cápát a birodalomban, és akár egy napon át képes volt az öklében tartani a tengervizet, hogy abból egy csepp sem veszett kárba. A tapasztalt hajós azt ígérte a császárnak, hogy fölkutatja a halhatatlanok legendás szigetét, és megszerzi tőlük az örökkévalóság elixírjét. Hszü fu a birodalom három legszebb, legjobban fölszerelt hajóját kapta. Évekkel ezelőtt hajózott ki. Azóta nem jött hír felőle. Egyszer néhány elfogott kalóz dadogott valamit három szellemhajóról, melyek gomolygó ködöt és néma viharokat vonva maguk után haladnak az óceánon, de nyilván nem mondtak igazat, csak hogy az életüket mentsék a remény hazug táplálásával.”

## Hatása a népszerű kultúrában
- A Naruto című japán animeben Hszü Fu (Xu Fu) (Dzsofuku) nevét viseli az egyik gyógynövény, a Dzsofuku virág (Dzsofukubana 徐福花).[15] Ugyanitt szerepel továbbá a Dzsofuku-erdő (Dzsofuku no Mori 徐福の森),[16] valamint a Dzsofuku-hegy (Dzsofuku-jama 徐福山).[17]
- Hszü Fu (Xu Fu) alakját felidézik a Marvel Comics Amerika Kapitány képregényének "Hail Hydra" sorozatának 3. részében.[18]

## Fordítás
- Ez a szócikk részben vagy egészben  a   Xu Fu című angol Wikipédia-szócikk ezen változatának fordításán alapul.  Az eredeti cikk szerkesztőit annak laptörténete sorolja fel. Ez a jelzés csupán a megfogalmazás eredetét és a szerzői jogokat jelzi, nem szolgál a cikkben szereplő információk forrásmegjelöléseként.
- Ez a szócikk részben vagy egészben  a(z)   徐福 című kínai Wikipédia-szócikk ezen változatának fordításán alapul.  Az eredeti cikk szerkesztőit annak laptörténete sorolja fel. Ez a jelzés csupán a megfogalmazás eredetét és a szerzői jogokat jelzi, nem szolgál a cikkben szereplő információk forrásmegjelöléseként.